# داوود نصیری
داود نصیری (متولد ۱۳۰۰ تهران - درگذشته ۶ آذر ۱۳۹۲) ورزشکار، مربی ،داور ، نویسنده و استاد سابق ورزش ایران بوده‌است.
وی بازیکن تیم ملی فوتبال ایران ، عضو باشگاه بانک ملی و قهرمان شنای ایران بوده ‌است، وی همچنین سابقه مربیگری و داوری در رشته‌های وزنه‌برداری، واترپلو ، نجات‌غریق ، شمشیربازی ، بسکتبال و فوتبال دیده می‌شود.
نصیری یکی از مؤسسان سازمان تربیت بدنی و دبیرکل کمیته ملی المپیک و معاون سازمان تربیت بدنی و رئیس فدراسیون‌های شنا، وزنه‌برداری، نیز بوده‌است.
تدریس ورزش و تربیت بدنی در دانشگاه تهران، دانشسرای عالی و دانشکده افسری ارتش از دیگر سوابق وی به‌شمار می‌رود.

## فینال مسابقات جام ملتهای آسیا
این داور فینال جام ملتهای آسیا ۱۹۶۴ که در کشور اسرائیل برگزار شد بود این بازی در ورزشگاه رمت گن برگزار شده است.
این بازی با پیروزی دو بر یک اسرائیل برابر هندوستان همراه بود.
داوودنصیری اولین داور تاریخ ایران است که فینال یک تورنمنت بین المللی ملی را داوری کرده است

## زندگی‌نامه
داوود نصیری در سال ۱۳۰۰ در تهران به دنیا آمد.
داوود نصیری پایه‌گذار ورزش در ایران بود و به گواه تاریخ بسیاری از ورزشها را به ایران آورد و سر و سامان داد. نصیری در چهار رشته فوتبال، وزنه‌برداری، واترپلو و بسکتبال گواهی‌های بین‌المللی مربیگری درجه A داشت و در این چهار رشته داور بین‌المللی بود.
در سال ۱۳۱۷ وارد دانشسرای تربیت بدنی شد و خیلی زود جذب فوتبال شد و در تیم دانشسرا در پست هافبک بازی ساز در میانه میدان بازی می‌کرد. در سال ۱۳۲۱ به تیم توفان رفت و با آن تیم قهرمان جام باشگاه‌های تهران شد. دو سال بعد به تیم صفار رفت و یک سال در آن تیم بازی کرد و در سال ۱۳۲۵ در تیم بانک ملی بازی کرد که در جام باشگاه‌های تهران همان سال نایب قهرمان شد.
وی از آخرین بازماندگان اولین تیم ملی فوتبال ایران بود که در اولین بازی رسمی ایران در مقابل افغانستان در اول ژانویه ۱۹۴۱ برابر با چهارشنبه ۱۱ دی ۱۳۱۹ به میدان رفته بود.
در سال ۱۳۲۶ از طرف دولت فرانسه بورس گرفت و در سازمان ورزش فرانسه یکسال کار کرد و حتی در بازیهای لیگ لوشامپیونه فرانسه قضاوت کرده‌است.
نصیری در سال ۱۳۲۷ از سوی کنفدراسیون فوتبال آسیا برای اولین بار داور بین‌المللی شناخته شد و اولین داور ایرانی بود که برای قضاوت یک دیدار به خارج از کشور رفت و بازی سودان و اوگاندا در آفریقا را قضاوت کرد.
بعد از آن هم از طرف کنفدراسیون فوتبال آسیا برای اداره مسابقات به کشورهای عربی می‌رفت و هرجا کنفدراسیون احساس می‌کرد دیدار بین کشورهای آسیایی بحران ساز و جنجالی شود نصیری را برای قضاوت می‌فرستاد.
در سال ۱۹۴۷ نائب رئیس کمیته داوران کنفدراسیون فوتبال آسیا شد و یک سال بعد به عضویت کمیته انضباطی این کنفدراسیون درآمد. مدت زیادی نگذشت که مدرس کنفدراسیون شد و برگزاری کلاسهای آموزشی اقصی نقاط آسیا را به نصیری محول می‌کردند و وی تنها مدرسی بود که در آسیا از غرب تا شرق از شمال تا جنوب آسیا را گشت و داوران آسیا را آموزش داد.
نصیری در سال‌های ۱۹۵۱ و ۱۹۵۸ مربی تیم ملی شیرجه ایران بود و با این تیم دو بار نایب قهرمان آسیا شد و در سال ۱۳۱۹ در ورزشگاه شهید شیرودی پایه‌گذار ساخت استخرهای این ورزشگاه بود و در همان سال تیم‌های شنا، شیرجه و واترپلو ایران را تأسیس کرد. نصیری در سال ۱۹۵۶ سرمربی تیم ملی فوتبال ایران هم بوده‌است تا علاوه بر بازی کردن در تیم ملی فوتبال ایران، سرمربی تیم ملی شود.
در هر حال مدت زیادی مدرس فوتبال ایران و رئیس کمیته داوران و مربیان بود و مدت زمان بسیاری را در فوتبال گذراند و AFC در تمام طول این سال‌ها، دو تقدیرنامه را از مقر AFC در کوالالامپور را برای وی فرستادند تا از نصیری تقدیر کنند.
در سال ۱۳۸۸ لوح افتخار فیفا و جایزه ویژه AFC را به پاس زحماتش برای فوتبال ایران و آسیا و همچنین داوری را دریافت کرد.
نصیری در سال ۱۳۹۲ در بیمارستان دی در سن ۹۲ سالگی درگذشت.

## شهرآورد تهران
داوود نصیری در ۲ شهرآورد تهران کمک داور چهارم بوده‌است
| دو بازی که کمک داور چهارم بوده‌است |               |                        |                                       |
| دربی                              | تاریخ         | نتیجه بازی             | گروه داوری                            |
| شماره ۱۰                          | ۱۱ اسفند ۱۳۵۱ | استقلال ۲ - پرسپولیس ۰ | داوود نصیری -- محسن زمانی—منوچهر نظری |

## تالیفات و ترجمه‌ها
از این استاد ورزش ایران ۵۴ جلد کتاب در مورد رشته‌های مختلف ورزشی به چاپ رسیده‌است.
نصیری هشت جلد کتاب دربارهٔ فوتبال نوشته‌است که می‌توان به کتاب تمرینات برای آغازگران فوتبال اشاره کرد است که دربارهٔ توجه به فوتبال نونهالان و پایه هاست. از دیگر تألیفات استاد می‌توان به کتاب تمرینات فوتبال سالنی، تمرینات تیم ملی آلمان اشاره کرد.
نصیری چندین کتاب به زبانهای فرانسه و انگلیسی را دربارهٔ فوتبال برای استفاده علاقه‌مندان به فوتبال ترجمه کرد و به زبانهای فرانسه، انگلیسی، آلمانی و عربی و روسی مسلط بود.